# Georgina Orellano
Georgina Orellano   (Morón, 28 de juliol de 1986) és una treballadora sexual, feminista i activista argentina. Des del març del 2014 és la secretària general del sindicat Asociación de Mujeres Meretrices de Argentina (AMMAR), que agrupa més de 6.000 treballadores sexuals, amb l'objectiu d'aconseguir el reconeixement institucional de la professió.
Orellano va néixer en el si d'una família peronista de classe treballadora. Si bé va néixer a Morón, va passar la seva infància a la ciutat de Presidente Derqui. Va començar al món del treball sexual amb 19 anys, quan treballant com a mainadera dels fills d'una prostituta la seva ocupadora li va proposar d'acompanyar-la per atendre un client. Va deixar d'exercir en convertir-se en mare el 2007, però tornaria a treballar esporàdicament des dels 23, incorporant-se de nou al treball sexual a temps complet als 25. En el moment de tornar a exercir va començar a relacionar-se més amb les companyes, adonant-se que moltes compartien problemes similars, concernents a la seva condició de mares solteres, al pagament de factures i a la doble vida que havien de portar com a prostitutes, entre d'altres.

## Obra publicada
- Puta feminista. Historias de una trabajadora sexual (2022) ISBN 9789500766913[11]